# Blenstrup Sogn
Blenstrup Sogn er et sogn i Rebild Provsti (Aalborg Stift).
I 1800-tallet var Blenstrup Sogn anneks til Gerding Sogn. Begge sogne hørte til Hellum Herred i Ålborg Amt. Gerding-Blenstrup sognekommune blev ved kommunalreformen i 1970 indlemmet i Skørping Kommune, der ved strukturreformen i 2007 indgik i Rebild Kommune.
I Blenstrup Sogn ligger Blenstrup Kirke og Lindenborg Gods.
I sognet findes følgende autoriserede stednavne:
- Askildrup (bebyggelse, ejerlav)
- Blenstrup (bebyggelse, ejerlav)
- Dollerup (bebyggelse, ejerlav)
- Horsens (bebyggelse, ejerlav)
- Horsens Hedegårde (bebyggelse, ejerlav)
- Korshøj (areal)